# Scirpodendron
Scirpodendron  Zipp. ex Kurz é um género botânico pertencente à família Cyperaceae.

## Espécies
- Scirpodendron bogneri
- Scirpodendron costatum
- Scirpodendron ghaeri
- Scirpodendron pandaniforme
- Scirpodendron sulcatum